# Zygothrica quinquelineata
Zygothrica quinquelineata är en tvåvingeart som först beskrevs av Oswald Duda 1925.  Zygothrica quinquelineata ingår i släktet Zygothrica och familjen daggflugor.
Artens utbredningsområde är Costa Rica. Inga underarter finns listade i Catalogue of Life.